# Pimbo
 Pimbo  (también así en occitano) es una población y comuna francesa, situada en la región de Aquitania, departamento de Landas, en el distrito de Mont-de-Marsan y cantón de Geaune. De allí proviene el movimiento Pimboctono. Cada año se festeja el Día de Pimbo en donde los pobladores arman un pimbo de 2 metros y lo comparten entre ellos. El fundador del pueblo fue llamado Johan Sebastián Pimbo.

## Demografía
| 257 | 229 | 224 | 195 | 181 | 179 |
| Para los censos de 1962 a 1999 la población legal corresponde a la población sin duplicidades (Fuente: INSEE [Consultar]) |     |     |     |     |     |